# Provost (Alberta)
Pour les articles homonymes, voir Provost.
Provost (prononciation: proʊvoʊst) est une ville (town) de Provost No 52 située dans la province canadienne de l'Alberta.
Provost se situe au croisement des autoroutes n°13 et 899, à une vingtaine de kilomètres à l'ouest de la frontière entre l'Alberta et la Saskatchewan[réf. nécessaire].

## Démographie
En tant que localité désignée dans le recensement de 2011, Provost a une population de 2 041 habitants dans 777 de ses 839 logements, soit une variation de -1.5% avec la population de 2006. Avec une superficie de 4,932 2 km2, la ville possède une densité de population de 413,811 3 hab/km2 en 2011.
Concernant le recensement de 2006, Provost abritait 2 072 habitants dans 783 de ses 832 logements. Avec une superficie de 4,932 1 km2, la ville possédait une densité de population de 420,1 hab/km2 en 2006.
| 2001  | 2006  | 2011  | 2016  |
| ----- | ----- | ----- | ----- |
| 1 980 | 2 072 | 2 041 | 1 998 |